# Пархомовка (Киевская область)
Пархо́мовка — село, входит в Володарский район Киевской области Украины, ранее Сквирского уезда Киевской губернии. Имение Голубевых.

## Владельцы имения
- Голубев Виктор Фёдорович. По его завещанию возведена церковь Покрова Пресвятой Богородицы.
- Голубев, Виктор Викторович (30 января / 11 февраля 1878 г., Санкт-Петербург — 19 апреля 1945 г., Ханой). Учёный-востоковед, исследователь Индокитая. Коллекционер, благотворитель. Совершил экспедиции в Египет и Судан (1909 г.), в Индию (1910—1911 гг.)

Унаследовал имение по смерти отца (с 1905 года имением по его просьбе управлял брат Лев Викторович). После отъезда брата за границу на нём лежали все хлопоты по управлению имением и строительству церкви.
- Управляющий имением Воблиев.

На средства Голубевых построены и содержались:
- Церковь Покрова Пресвятой Богородицы с приделом Св. Виктора (1903—1907 гг.; (архитектор Покровский В. А., помощник архитектора — Благовещенский П. Д.; художники: Рерих Н. К., Перминов В. Т.; мозаичные работы частной мастерской Фролова В. А.).).
- Школы для девочек и мальчиков (сельскохозяйственная).
- Больница с амбулаторией и акушерским отделением.
- Читальня. Чайная.

Из письма священника Ящуржинского В. К. Голубеву Л. В. от 9-го января 1905 года:
«Дорогой Лев Викторович! Спешу написать Вам несколько слов под свежим впечатлением. Сегодня первый раз играли на присланном Вами граммофоне в Чайной. Граммофон великолепный, пластинки подобраны очень удачно. После краткой беседы с крестьянами в Чайной, — началась игра на граммофоне. Все слушатели, а их была „полная чайная“, были в восторге и просили меня передать Вам большую благодарность».

## Достопримечательности

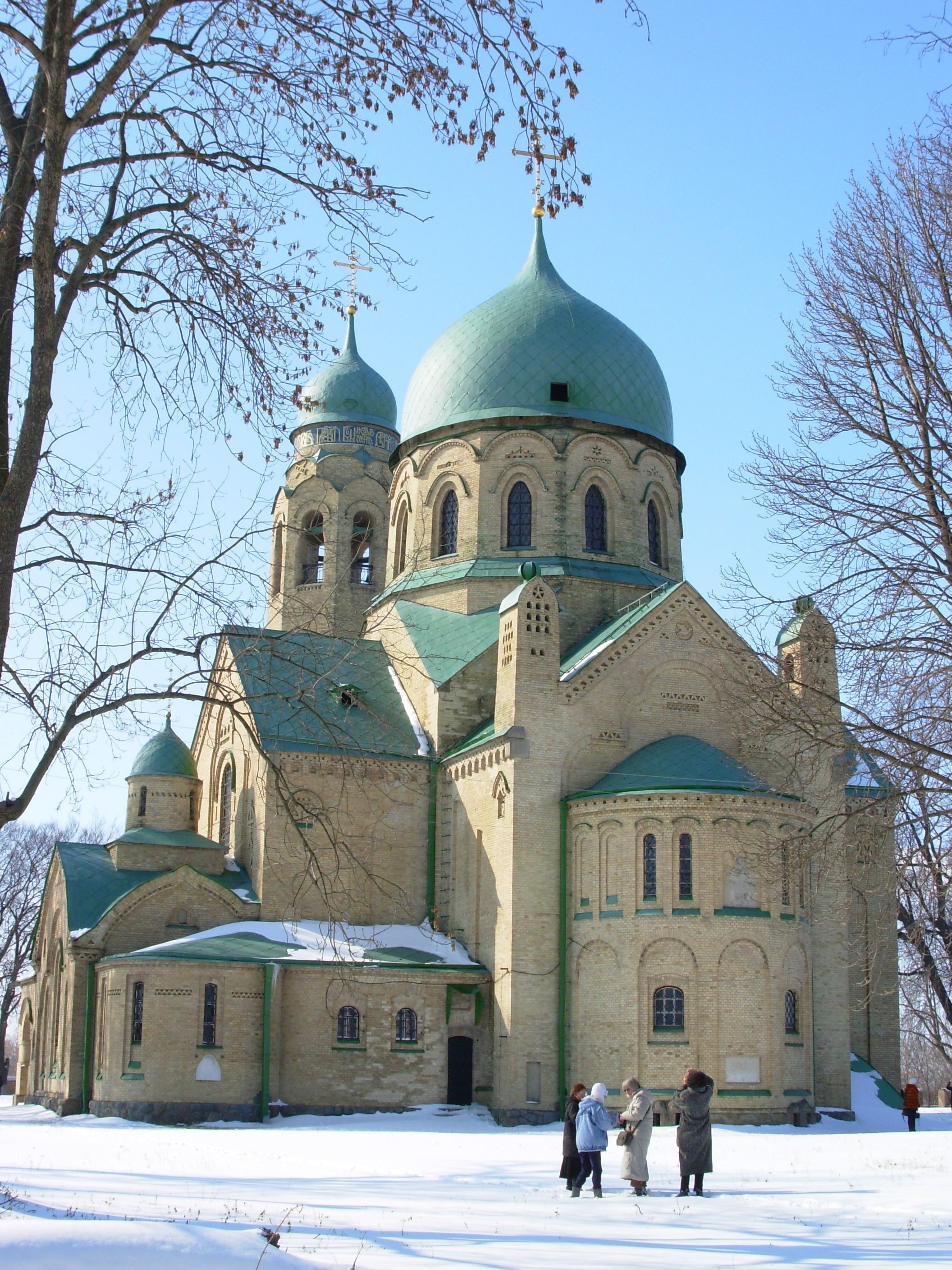
Храм Покрова Богородицы
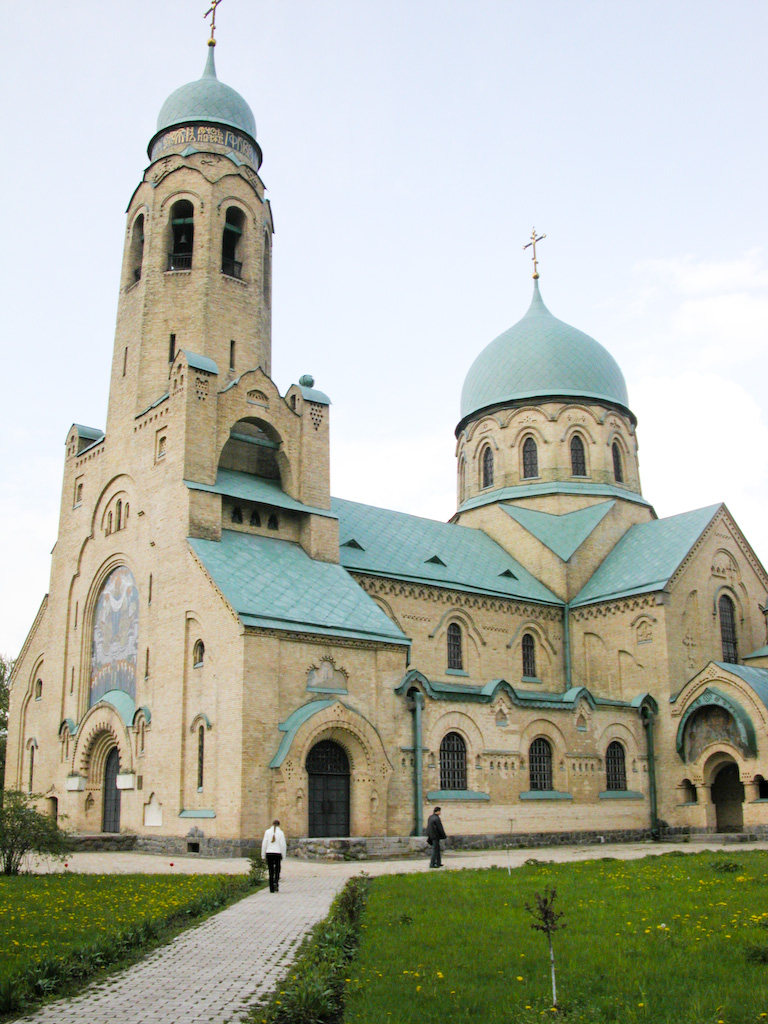
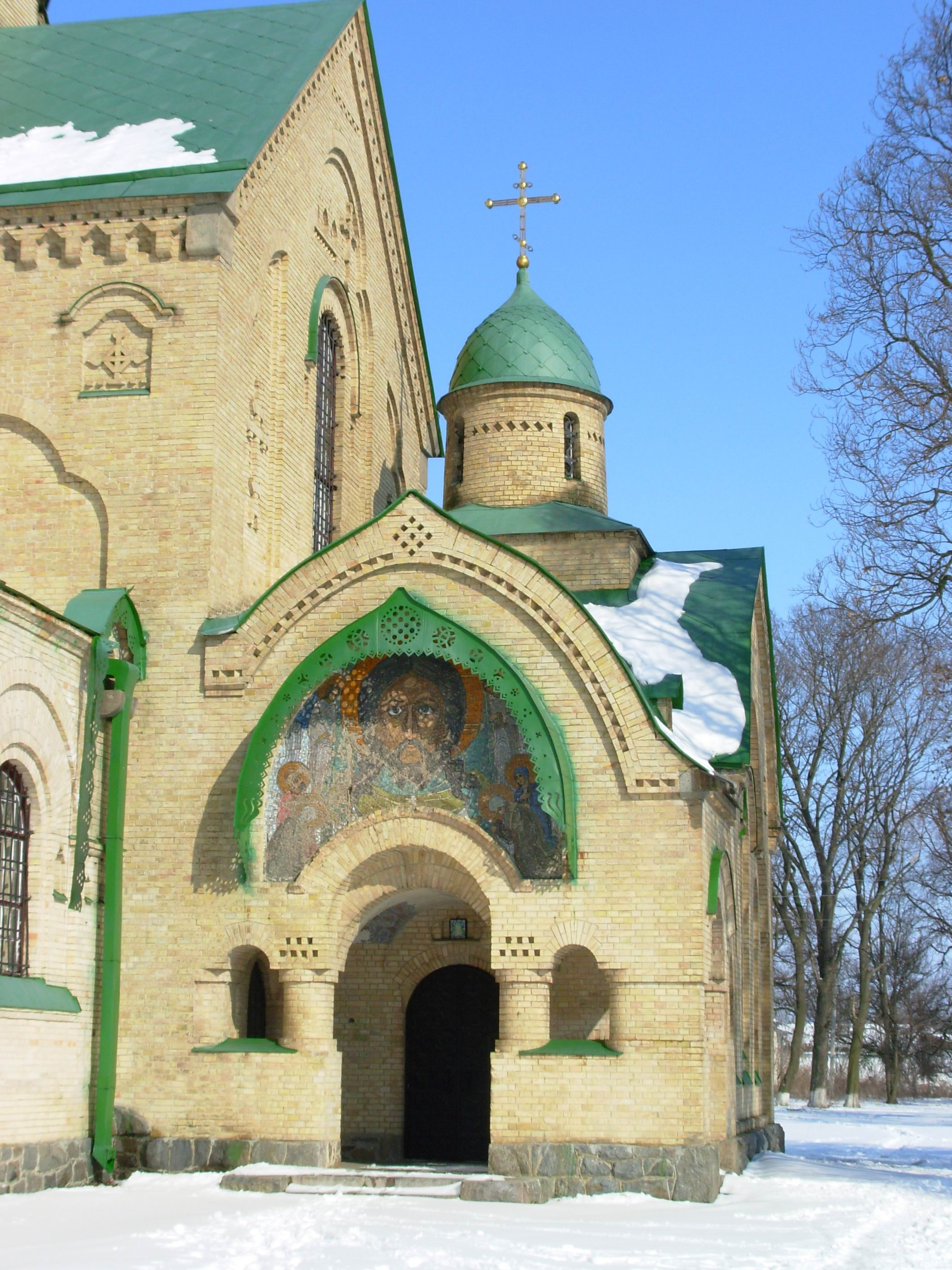
Храм. Придел во имя Св. Виктора
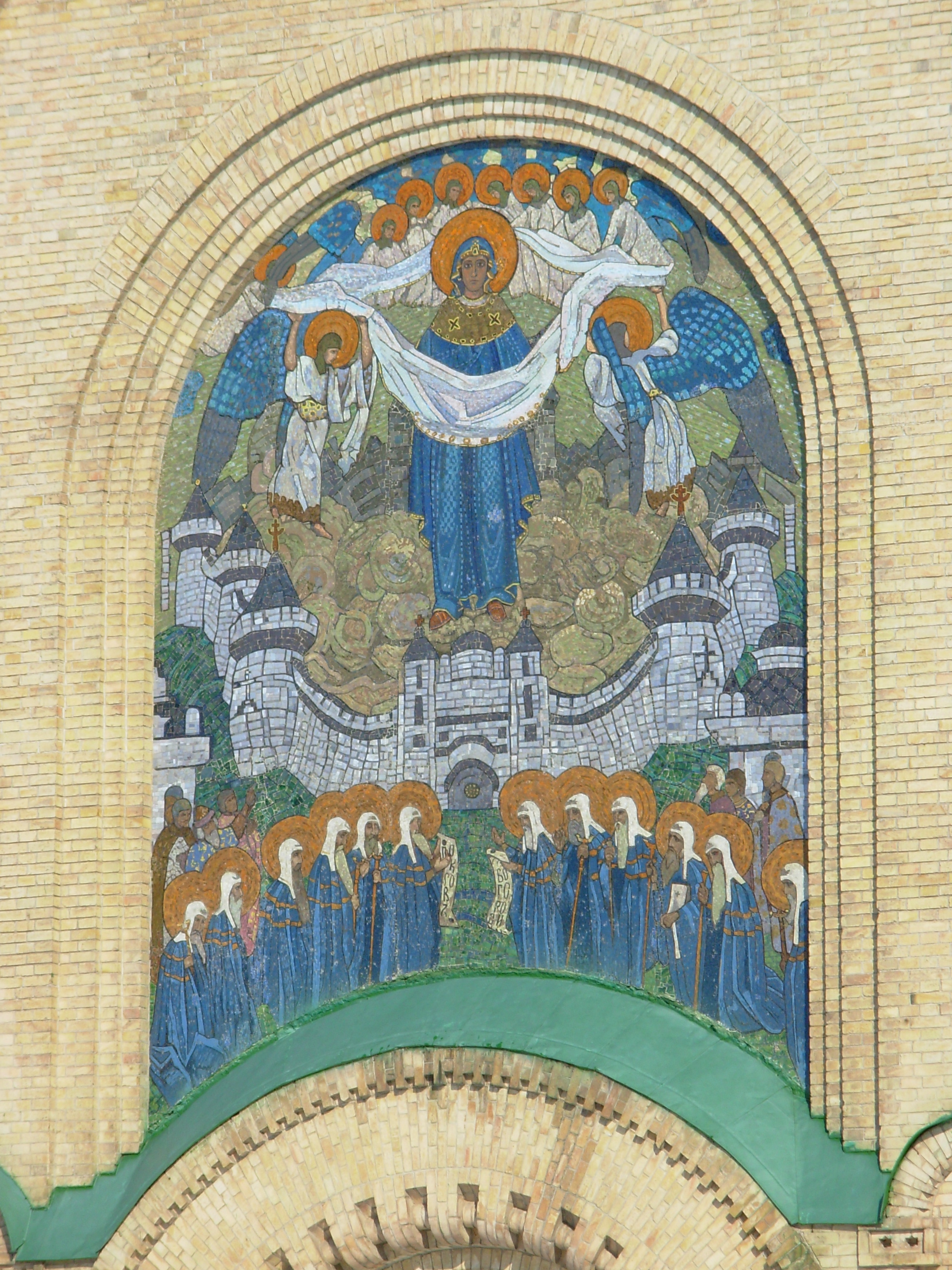
Мозаика "Покров Богородицы"
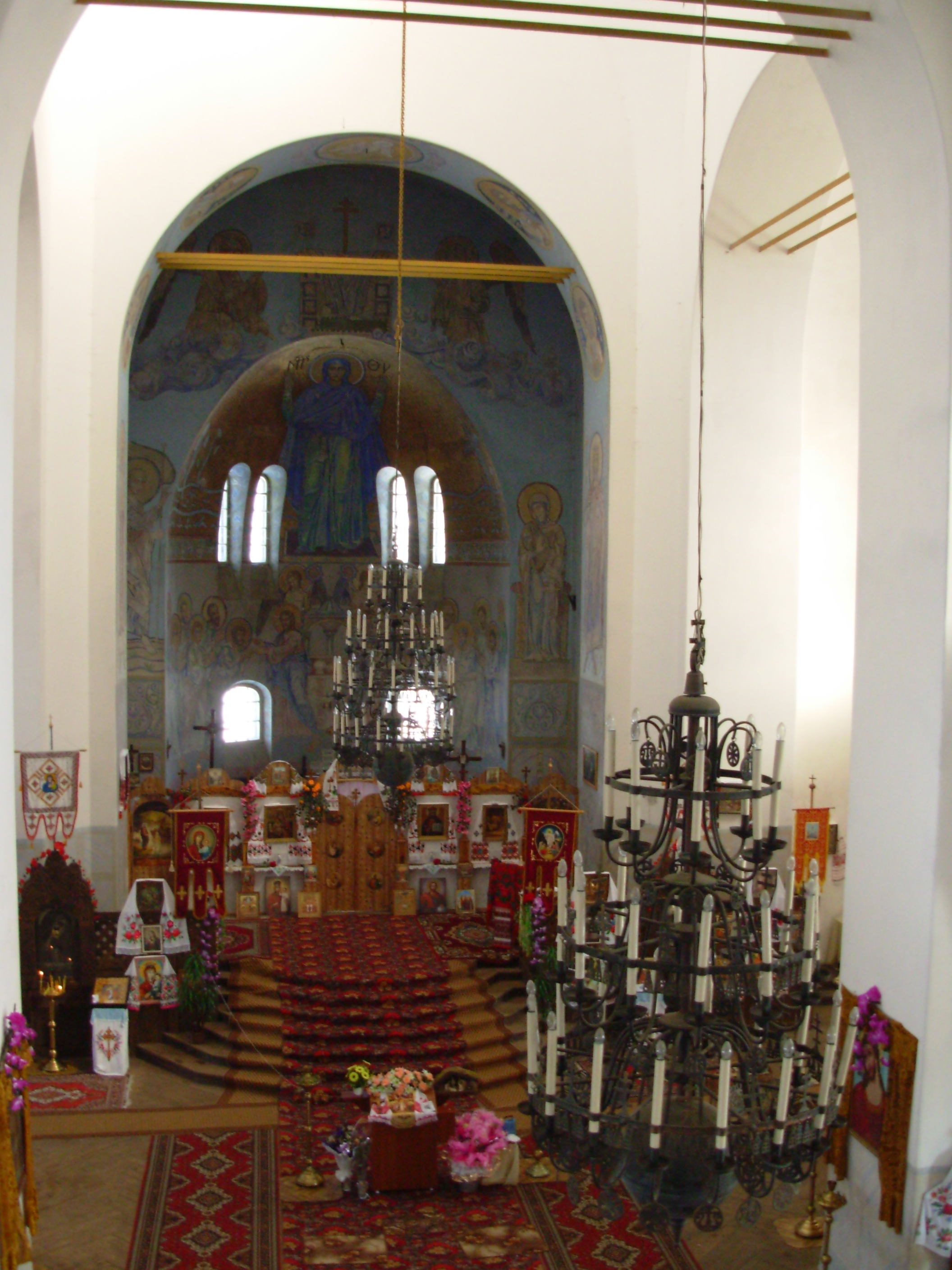
Вид с хор. Фото 2006 г.
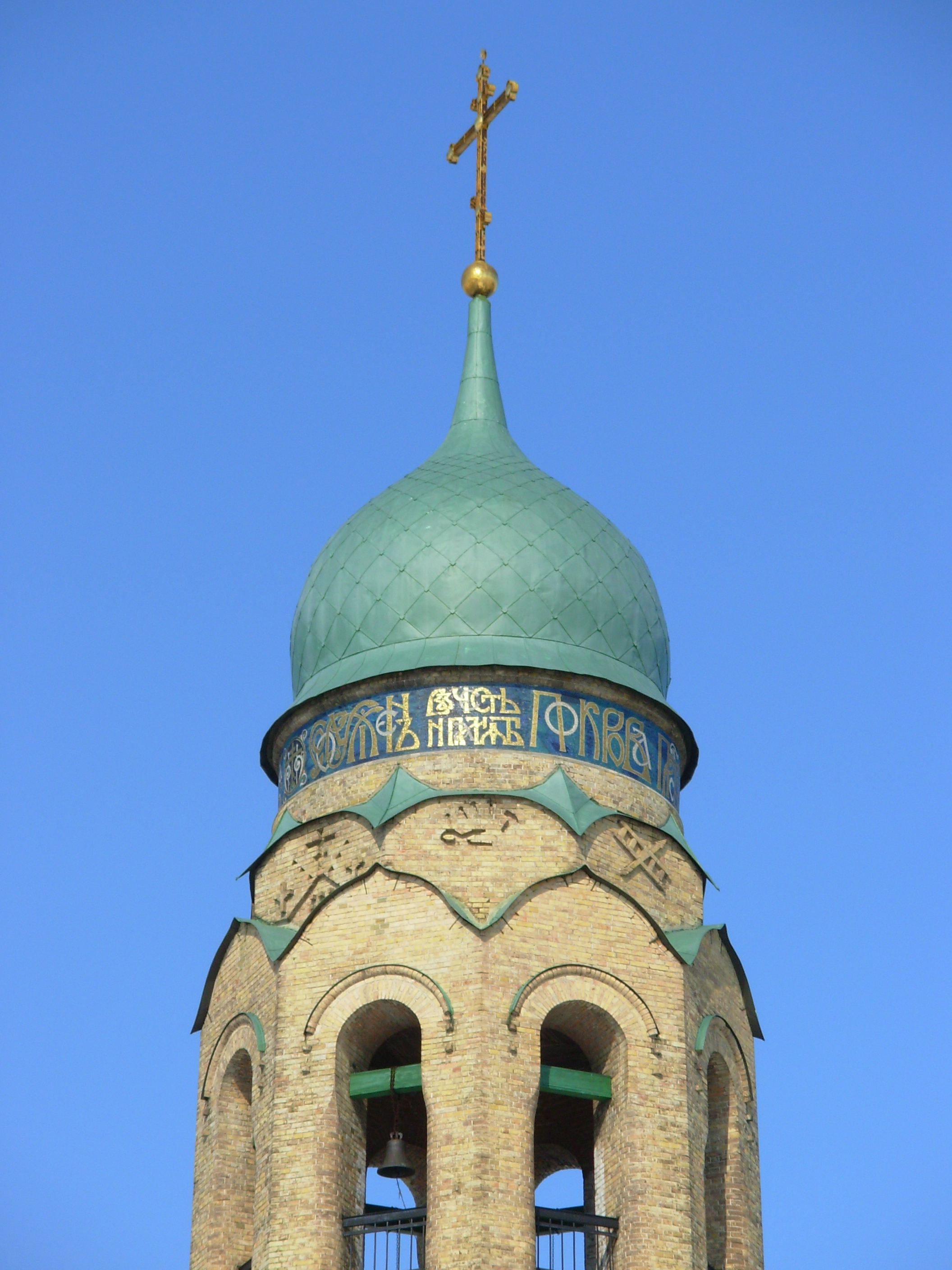
Храмозданная надпись
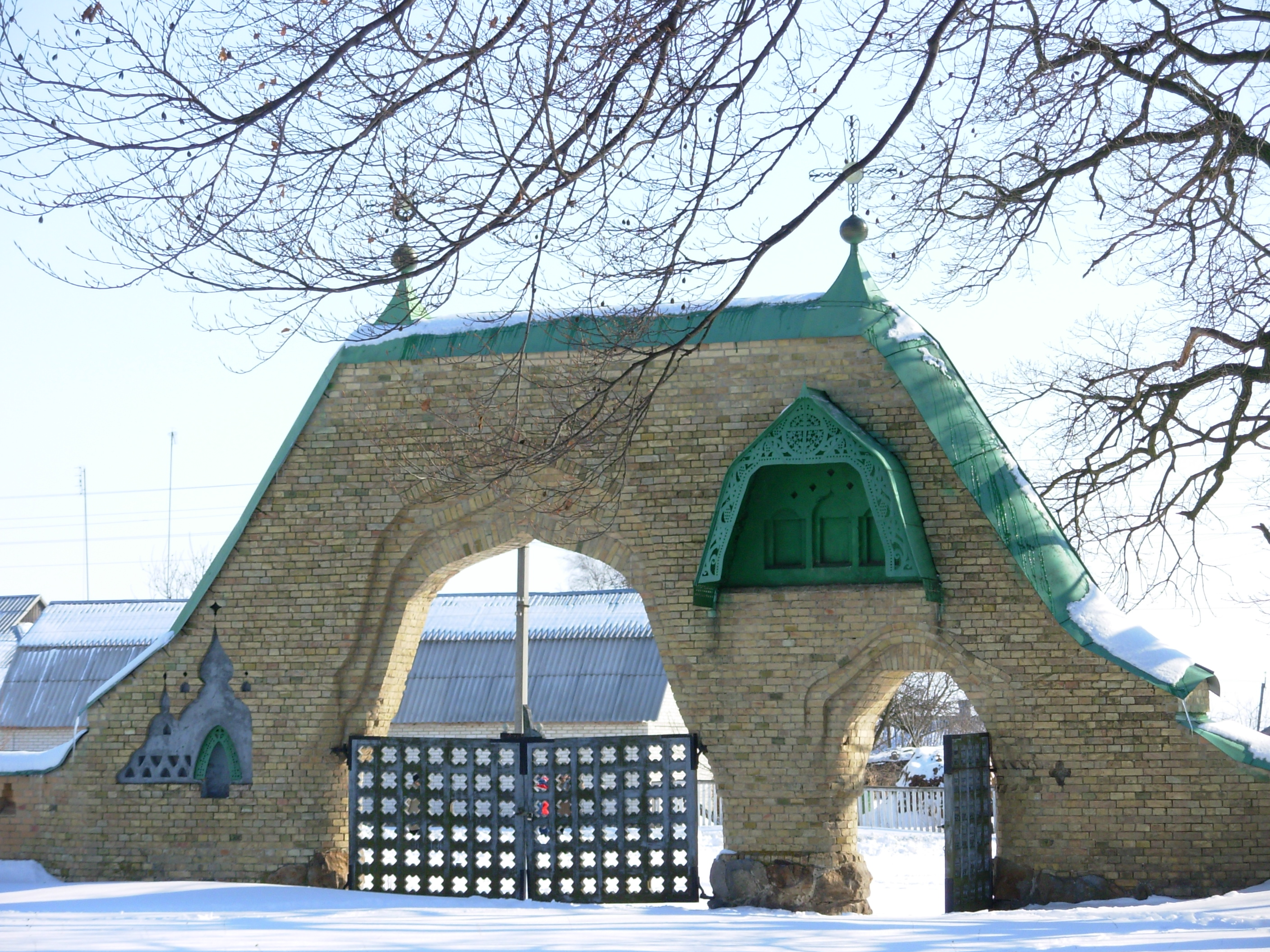
Ворота
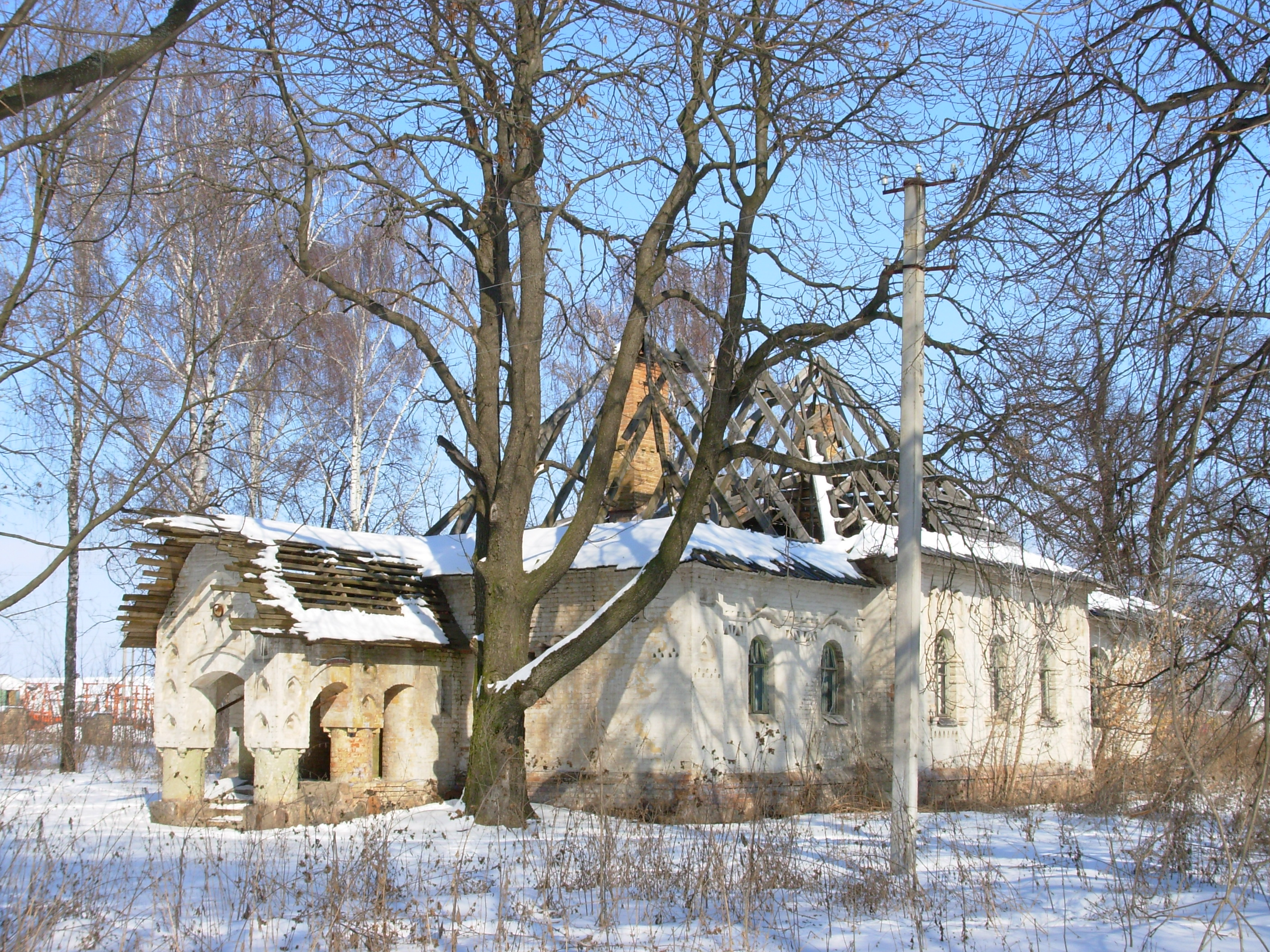
Дом священника
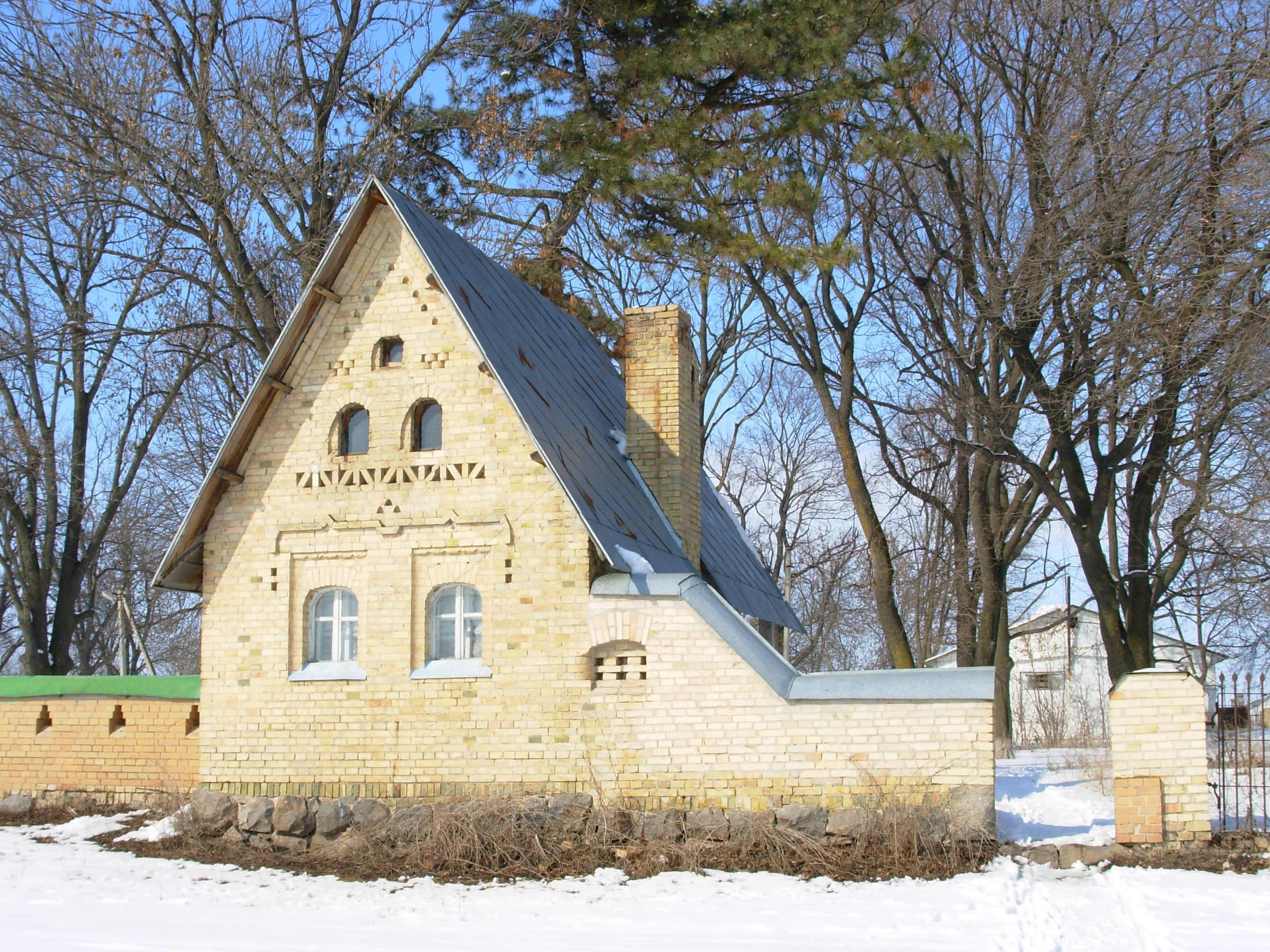
Сторожка

- Церковь Покрова Пресвятой Богородицы
- Дом священника, сторожка.
- Памятник В. Ф. Голубеву неподалёку от храма (1993 г.)

## Персоналии
- В Пархомовке жил и умер Вернигора — вещий старец, персонаж многих польских и украинских мифов.

## Местный совет
09331, Киевская обл., Володарский р-н, с. Пархомовка, ул. Ленина, 101; тел. 5-71-47 (укр.)